# Michael Gruber (esquiador)
Michael Gruber (Schwarzach im Pongau, 5 de diciembre de 1979) es un deportista austríaco que compitió en esquí en la modalidad de combinada nórdica.
Participó en dos Juegos Olímpicos de Invierno, obteniendo dos medallas en la prueba por equipo, bronce en Salt Lake City 2002 (junto con Christoph Bieler, Mario Stecher y Felix Gottwald) y oro en Turín 2006 (con Christoph Bieler, Felix Gottwald y Mario Stecher).
Ganó dos medallas en el Campeonato Mundial de Esquí Nórdico, oro en 2003 y bronce en 2005.

## Palmarés internacional
| Juegos Olímpicos   | Juegos Olímpicos                | Juegos Olímpicos  | Juegos Olímpicos         |
| Año                | Lugar                           | Medalla           | Prueba                   |
| ------------------ | ------------------------------- | ----------------- | ------------------------ |
| 2002               | Salt Lake City (Estados Unidos) | Medalla de bronce | TN + 4 × 5 km por equipo |
| 2006               | Turín (Italia)                  | Medalla de oro    | TN + 4 × 5 km por equipo |
| Campeonato Mundial |                                 |                   |                          |
| Año                | Lugar                           | Medalla           | Prueba                   |
| 2003               | Val di Fiemme (Italia)          | Medalla de oro    | TN + 4 × 5 km por equipo |
| 2005               | Oberstdorf (Alemania)           | Medalla de bronce | TN + 4 × 5 km por equipo |